# بول روبنسون
بول ويليام روبنسون (بالإنجليزية: Paul Robinson)، من مواليد 15 أكتوبر 1979 في بيفيرلي في إنجلترا، لاعب كرة قدم إنجليزي.
بدأ مسيرته الكروية مع نادي ليدز يونايتد في عام 1998، ولعب معهم حتى عام 2004، وشارك معهم في 95 مباراة، ولعب في عام2004مع نادي توتنهام هوتسبر. وانتقل عام 2008 إلى نادي بلاكبيرن روفرز كي يبدع وينجز وبالرقم واحد
و قد بدأ باللعب مع منتخب إنجلترا لكرة القدم في عام 2003.
17 جويلية 2017 أعلن الحارس السابق لمنتخب انكلترا وتوتنهام هوتسبر بول روبنسون اعتزاله اللعب عن 37 عاما.

## مسيرته الكروية
لعب بول روبنسون خلال مسيرته الاحترافية مع 4 أندية في تسعة عشر موسمًا وسجل خلالها هدفًا واحدًا ضمن 424 مباراة. ولم يفز بأي موسم بالكأس أو بالدوري.
خاض بول روبنسون مسيرته مع نادي ليدز يونايتد في موسم 1998–99 ليلعب معه ستة مواسم، مشاركًا في 95 مباراة ولم يسجل أي هدف. ثم انتقل إلى نادي توتنهام هوتسبير في موسم 2004–05 ليلعب معه أربعة مواسم، حيث شارك في 137 مباراة سجل خلالها هدفًا واحدًا. لينتقل بعدها إلى نادي بلاكبيرن روفرز في موسم 2008–09 ليلعب معه سبعة مواسم، مشاركًا في 189 مباراة ولم يسجل أي هدف. ثم انتقل إلى نادي بيرنلي في موسم 2015–16 ولمدة موسمين، مشاركًا في 3 مباريات ولم يسجل أي هدف أيضًا.

## روابط خارجية
- بول روبنسون على موقع الاتحاد الدولي (مؤرشف)  (الإنجليزية)
- بول روبنسون على موقع قاعدة بيانات كرة القدم.إي يو (الإنجليزية)
- بول روبنسون على موقع ناشيونال فوتبول تيمز (الإنجليزية)
- بول روبنسون على موقع Soccerbase.com (لاعب) (الإنجليزية)
- بول روبنسون على موقع Soccerway.com (الإنجليزية)
- بول روبنسون على موقع عالم كرة القدم.نت (الإنجليزية)
- بول روبنسون على موقع AS.com (الإسبانية)